# Mohammed Dahlan

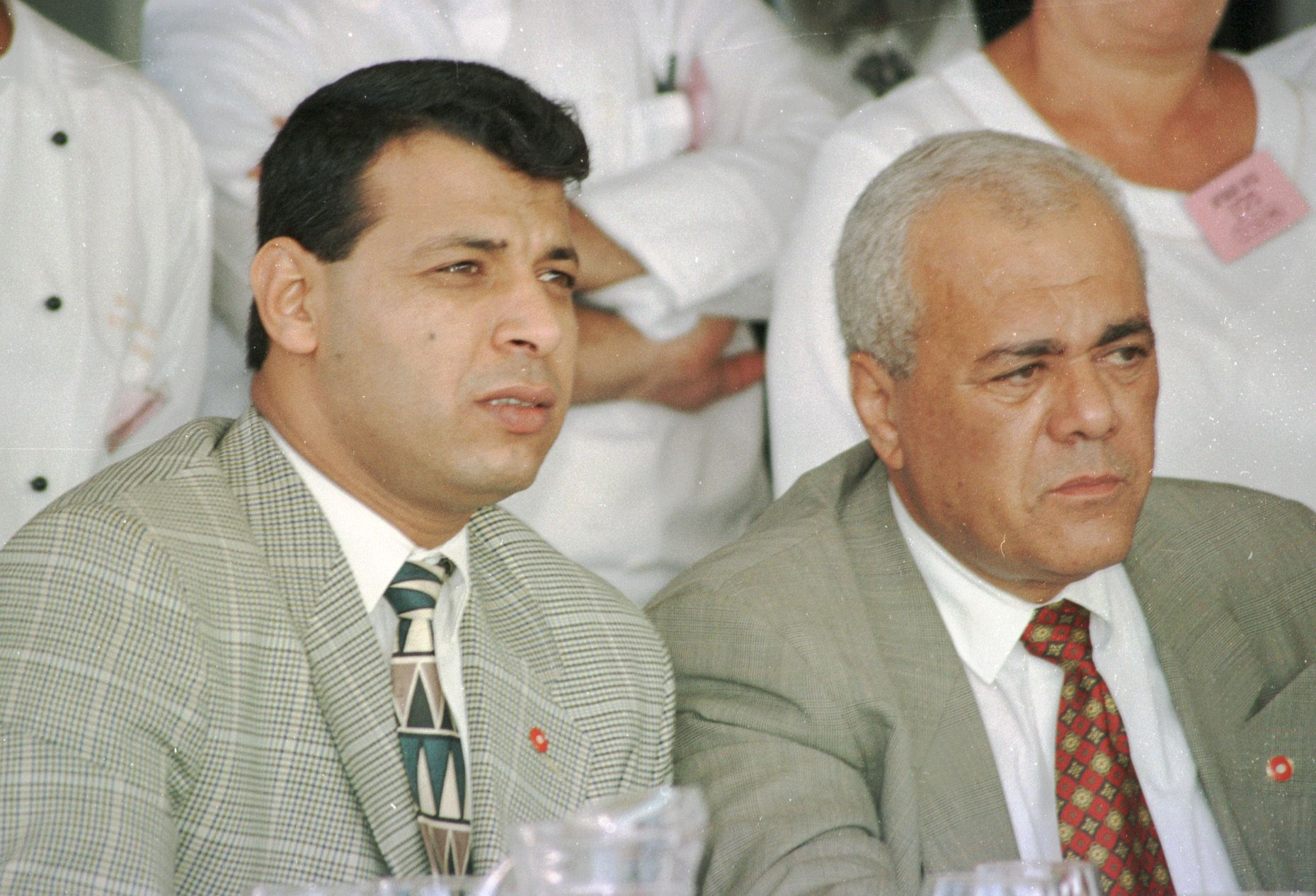
Muhamad Dahlan (links) und Rahim Taib Abdel (1996)

Mohammed Dahlan (* 29. September 1961 im Flüchtlingslager Chan Yunis, arabisch محمد دحلان, DMG Muḥammad Daḥlān) ist ein palästinensischer Politiker. Unter Jassir Arafat war der Fatah-Politiker Sicherheitschef der Palästinensischen Autonomiebehörde im Gazastreifen und stand damit dem palästinensischen Geheimdienst (Preventive Security Service) vor. Er war in zahlreiche Skandale verwickelt und hatte deswegen wiederholt Probleme in der Partei. 2007 versuchte er einen Umsturz gegen die Hamas-Regierung im Gazastreifen und scheiterte. Daraufhin musste er ins Westjordanland übersiedeln. Im Juni 2011 wurde er aus der Partei ausgeschlossen und schließlich der Urheberschaft der Vergiftung Jassir Arafats beschuldigt. Dahlan werden enge Kontakte zur CIA und dem israelischen Shin Bet nachgesagt.

## Leben
Mohammed Dahlan wurde als jüngstes von 6 Kindern einer Flüchtlingsfamilie im damals noch ägyptisch verwalteten Gazastreifen geboren. Bereits als Teenager war er für die Fatah aktiv und wurde deswegen zwischen 1981 und 1986 elf Mal von den Israelis inhaftiert. In seiner insgesamt vierjährigen Haftzeit lernte er fließend Hebräisch.

### Politik
Mit der Autonomie wurde er Sicherheitschef und mit einer Polizei von 20.000 Mann zum mächtigsten Mann im Gazastreifen, während Dschibril ar-Radschub diesen Posten im Westjordanland innehatte. In diesem Amt wurde ihm 1997 die Unterschlagung von Steuergeldern vorgeworfen. Da er gegen die Hamas vorging, war er beim Westen beliebt. Seine Macht wuchs so weit, dass man vom Gazastreifen schon als „Dahlanistan“ sprach. 2002 trat er von seinem Posten zurück. 2003 machte ihn Mahmud Abbas – auf Druck des Westens – für einige Monate zum Sicherheitsminister. Nach Abbas’ Rücktritt wurde Dahlan durch Hakam Balawi ersetzt.
Am 25. Januar 2006 gewann Dahlan bei den Wahlen zum Legislativrat, dem Parlament der Autonomiegebiete, ein Mandat und begann mit Hilfe der CIA Aktionen gegen die an die Macht gekommene Hamas zu starten. Bei einem Umsturzversuch im Juni unterlagen jedoch seine Männer, was zum Ende der Fatah im Gazastreifen führte. Sein Haus in Gaza wurde zerstört und Dahlan, der während der Kämpfe nicht im Lande war, musste sich im Westjordanland niederlassen.
Nach weiteren Bestechungsvorwürfen, Verwicklungen in undurchsichtige Aktionen und Kritik an Mahmud Abbas wurde er im Juni 2011 aus der Partei ausgeschlossen. Im Juli wurde sein Haus von der palästinensischen Polizei durchsucht und seine dort stationierten „Sicherheitsleute“ wegen unerlaubten Waffenbesitzes festgenommen. Im August 2011 wurde er schließlich sogar beschuldigt, Urheber der angeblichen Vergiftung Jassir Arafats zu sein. Er selbst soll Arafat als Medizin getarntes Gift verabreicht und die Zerstörung sämtlicher Beweise angeordnet haben.
Daraufhin ging Dahlan in die Vereinigten Arabischen Emirate ins Exil. 2014 beschuldigte ihn Abbas, an bis zu sechs Morden von Rivalen beteiligt gewesen zu sein. Im März 2014 wurde Dahlan wegen Verleumdung und übler Nachrede von einem palästinensischen Gericht in Abwesenheit zu einer Gefängnisstrafe von zwei Jahren verurteilt.
Am 2020 abgeschlossenen Friedensabkommen zwischen Israel und den Vereinigten Arabischen Emiraten, Marokko und Bahrain soll Dahlan federführend mitbeteiligt gewesen sein. Dank seiner Effizienz und seinem Netzwerk gilt er als äußerst aussichtsreicher Kandidat für eine Neuordnung nach dem Krieg.